# Журавка (Донецкая область)
Журавка (укр. Журавка) — село в Покровском районе Донецкой области Украины.

## Население
Население по переписи 2001 года составляло 181 человек.

## История
Образовано в 1945 году путём объединения хуторов Журавка № 1 и Журавка № 2.
6 сентября 2024 года ВС РФ полностью взяли Журавку под контроль.